# Sosnówka (Opole)
Pour les articles homonymes, voir Sosnówka.
Sosnówka est une localité polonaise du gmina de Niemodlin dans la voïvodie et le powiat d'Opole.